# Ruská mužská basketbalová reprezentace
Ruská mužská basketbalová reprezentace reprezentuje Rusko v mezinárodních soutěžích v basketbalu.

## Mistrovství světa
| Rok/pořádající země                   | Účast                           |
| ------------------------------------- | ------------------------------- |
| MS 1994 Kanada                        | Stříbrná medaile                |
| MS 1998 Řecko                         | Stříbrná medaile                |
| MS 2002 USA                           | 10. místo                       |
| MS 2006 Japonsko                      | Ne                              |
| MS 2010 Turecko                       | 7. místo                        |
| MS 2014 Španělsko                     | Ne                              |
| MS 2019 Čína                          | 12. místo                       |
| MS 2023 Filipíny, Japonsko, Indonésie | Ne                              |
| Celkem                                | Účast – 5× · – 0× · – 2× · – 0× |

## Mistrovství Evropy
| Rok/pořádající země                            | Účast                            |
| ---------------------------------------------- | -------------------------------- |
| ME 1993 Německo                                | Stříbrná medaile                 |
| ME 1995 Řecko                                  | 7. místo                         |
| ME 1997 Španělsko                              | Bronzová medaile                 |
| ME 1999 Francie                                | 6. místo                         |
| ME 2001 Turecko                                | 5. místo                         |
| ME 2003 Švédsko                                | 8. místo                         |
| ME 2005 Srbsko a Černá Hora                    | 8. místo                         |
| ME 2007 Španělsko                              | Zlatá medaile                    |
| ME 2009 Polsko                                 | 7. místo                         |
| ME 2011 Litva                                  | Bronzová medaile                 |
| ME 2013 Slovinsko                              | 21. místo                        |
| ME 2015 Chorvatsko, Francie, Lotyšsko, Německo | 17. místo                        |
| ME 2017 Finsko, Izrael, Rumunsko, Turecko      | 4. místo                         |
| ME 2022 Česko, Gruzie, Německo, Itálie         | vyloučeni                        |
| Celkem                                         | Účast – 13× · – 1× · – 1× · – 2× |

## Olympijské hry
| Rok/pořádající země | Účast                           |
| ------------------- | ------------------------------- |
| Atlanta 1996        | Ne                              |
| Sydney 2000         | 8. místo                        |
| Atény 2004          | Ne                              |
| Peking 2008         | 9. místo                        |
| Londýn 2012         | Bronzová medaile                |
| Rio de Janeiro 2016 | Ne                              |
| Tokio 2020          | Ne                              |
| Celkem              | Účast – 3× · – 0× · – 0× · – 1× |